# メテオエンブレム
『メテオエンブレム』は、朴晟佑による日本のファンタジー漫画作品。『月刊少年ガンガン』（スクウェア・エニックス刊行）にて2008年7月号から2009年5月号まで連載された。話数の単位は「星の○」（○の中には漢数字が入る）。

## あらすじ
かつて平穏の時代が流れていた地球は、突如襲ってきた「星」により、一瞬にして全滅してしまう。それから長い月日が流れ、「星」から特殊な力を受け継いだ新人類が誕生し、時代は「星の力」によるメテオシヴィラゼーションに突入する。そして、特殊な「ノヴァー」を得た少年・ダンを中心に、物語が動き出す。

## 用語
ノヴァー
空から落ちてきた「星」が持っていたというエネルギー。「新星」を意味する。あらゆる生命体に影響を与え、人類をはるかに超越した神秘の力をもたらした。普段は無形で目に見えない存在だが、濃度が上がれば目に見えるようになり、上がれば上がるほど強力な力を生み出す。
守護星（しゅごせい）
ザウンが4人の弟子とダンに与えた、強力なノヴァーを凝縮させたもの。身体に尾のように植えつけられており、自在に動かすことが可能。これを付けているものは、普通のノヴァー能力者よりも高い力を使いこなすことができるという。自ら発光する特性がある。
星の欠片（ほしのかけら）
ノヴァーと反応して強い力を生み出す結晶。武器などに仕込まれている。
四霊守護星（エレメンタル・タワード）
守護星を持つ、ザウンの4人の弟子の総称。
黒い猟犬（くろいりょうけん）
暗殺者集団。凶星を求め、行方不明のザウンを追っている。
四霊天皇（スピリット・スクエア）
凶星を狙う組織の4人の幹部。
変造人間（ミュータント）
守護星を持つノヴァー能力者に対抗するため、星の欠片を直接身体に埋め込むことで、強力なノヴァーを使えるようになった人間。戦闘能力に特化した訓練を受けている。

## 登場人物
ダン
本編の主人公。ザウンによって5番目の守護星を与えられた少年。ザウン自身によって封印されていて、アリスにより封印を解かれた。記憶のほとんどを失っている。自由奔放な性格。初めは守護星は発光すらしなかったが、闘いの中で徐々に力に目覚める。正体はザウンその人である。
アリス（使用武器：蒼龍剣）
ザウンの弟子の一人。「四霊守護星」の一人で、「蒼龍」の名を持つ。4人の中では最も優しい性格の持ち主と言われるが、怒ると怖い。ザウンの遺言で建前上ダンの部下ということになっているが、あちこち振り回されて手を焼いている。敵であっても殺さない主義。蒼龍剣はノヴァーの力に反応して、刀身が伸びて敵を攻撃する。
名前の由来は「阿利水」（アリス）という韓国の古言から。
シボン
ザウンの弟子の一人。「四霊守護星」の一人で、「朱雀」の名を持つ。扇子を武器に戦い、「四霊守護星」の中で最も素早い動きを誇る。アリスとは犬猿の仲で、アリスのことを「ドジ」といい、アリスは彼女のことを「ワガママ」と言っている。4人の中では最も気まぐれらしい。
ザウン
ダンやアリスの師であり、守護星の創造者。2年前から行方不明になっている。
王
凶星を狙う謎の人物。正体は、ザウンの影武者としてつくられたクローンである。
ベガ
凶星の運命を見守る謎の集団の一人。「四霊天皇」の一人"麒麟"の称号を持つ智将。人のよさそうな好青年だが、冷酷非情な性格の持ち主。
レッティ
凶星の運命を見守る謎の集団の一人。無邪気で活発な子供だが、高い実力を持つ変造人間の一人。両親に捨てられ望まぬまま変造人間に改造され、研究者たちを皆殺しにしたところをベガに拾われた。そのためベガをとても慕っていて、彼に対する忠誠心はかなり高い。
タトゥマン
「黒い猟犬」を統率する変造人間。ダンの凶星の前に敗れる。
パオ
タトゥマン亡き後、「黒い猟犬」の隊長となった男。ダンを狙って罠を仕掛け襲いかかるが、レッティに殺される。